# Pieris brassicae
La mariposa de la col o blanca de la col (Pieris brassicae)  es una especie de lepidóptero ditrisio de la familia Pieridae, y fue descrita por Carlos Linneo en 1758. La larva se alimenta de hojas de plantas de la familia Brassicaceae o crucíferas, especialmente de la col, llegando a constituir una plaga para los cultivos. Es frecuente confundirla con la mariposa menor de la col (P. rapae), ya que tanto su aspecto como sus hábitos son muy parecidos.

## Distribución geográfica
Su distribución geográfica abarca casi todo el Paleártico, es decir, toda Europa, Norte de África y gran parte de Asia, hasta el Himalaya, China, Rusia y Japón. Se han encontrado unos pocos ejemplares en Norteamérica, pero no parece que esté establecida allí.
Ha conseguido establecer una población en Sudáfrica y en 1995 se predijo que se extendería a Australia y Nueva Zelanda.
En 2010 se la encontró en Nelson, Nueva Zelanda. allí es considerada plaga con el potencial de causar serios problemas a las cosechas. Durante un periodo limitado en octubre de 2013, el Departamento de Conservación ofreció una recompensa monetaria por la captura de esta mariposa. Después de dos semanas, el público había capturado 134 mariposas, obteniendo 10 dólares por cada una entregada. Como resultado de esto y de otras medidas de contención, como más de 263.000 búsquedas en la parte superior de la Isla Sur y la liberación de avispas depredadoras, la gran mariposa blanca fue declarada oficialmente erradicada de Nueva Zelanda desde diciembre de 2014.
Su estado de conservación no reviste preocupación y no se encuentra incluida en la Lista roja de la UICN.

## Descripción
Los adultos miden entre 50 y 60 mm de envergadura, los machos menores que las hembras. Son de color blanco, a excepción de costa o zona apical. Las hembras se distinguen fácilmente de los machos ya que tienen dos puntos negros en cada una de sus alas anteriores. En las alas posteriores también aparece un punto en su margen anterior. Las manchas negras normalmente son más oscuras en las generaciones nacidas en verano. Ventralmente son de color verde pálido de modo que quedan mimetizadas cuando se posan entre los arbustos.
Los huevos son alargados y de color amarillo pálido. No sobrepasan los 1,5  mm de largo ni los 0,5 de ancho. Los huevos se tornan de un amarillo más oscuro durante las veinticuatro horas posteriores a la oviposición. Unas horas antes de la eclosión, se vuelven negros, la cáscara más transparente y las larvas visibles en su interior. Las larvas al nacer son de color grisáceo. Cuando crecen tienen la mayor parte del cuerpo de un color gris verdoso, con tres líneas amarillas longitudinales muy marcadas; una situada en la mitad del dorso y las otras dos encima de los espiráculos. Su dorso contiene numerosas manchas negras. Presentan numerosas setas a lo largo de todo el cuerpo. Su aspecto, junto a su desagradable olor, sirven para ahuyentar a los depredadores.

## Imagos
Tanto en los machos como en las hembras, las alas son blancas con puntas negras en las alas anteriores. La hembra también tiene dos puntos negros en cada ala anterior. La parte inferior de cada ala es de un verde pálido y sirve como un excelente camuflaje cuando la mariposa está en reposo. Las marcas negras son generalmente más oscuras en la generación de verano. La envergadura de la mariposa blanca grande alcanza un promedio de 5 a 6,5 cm.

### Macho
La parte superior del macho es de un blanco cremoso. El ala anterior está salpicada de escamas negras en la base y a lo largo del borde por una corta distancia. El ápice y el margen externo por encima de la vena 2 son de color negro más o menos ancho, con el margen interno del área negra que contiene una curva regular y uniforme. En uno o dos especímenes se encontró una pequeña mancha negra longitudinalmente estrecha en el espacio intercostal 3. Ala posterior: uniforme, salpicada de escamas negras en la base, una gran mancha subcostal negra antes del ápice, y en algunos especímenes indicios de escamación negra en el margen externo anteriormente. La parte inferior del ala anterior es blanca, ligeramente salpicada de escamas negras en la base de la celda y a lo largo de la costa. El ápice es de color marrón ocre claro con una gran mancha negra en la mitad externa del espacio intercostal 1 y otra mancha negra cuadrangular en la base del espacio intercostal 3. El ala posterior es de color marrón ocre claro, densamente salpicada de minúsculas escamas negras. La mancha negra subcostal antes del ápice se trasluce desde la parte superior. Las antenas son blancas y negras en el ápice. La cabeza, el tórax y el abdomen son negros, con algunos pelos blancos, mientras que la parte inferior es blanquecina.

### Hembra
La parte superior de la hembra es similar a la del macho, pero la salpicadura de escamas negras en la base de las alas es más extensa. El área negra en el ápice y el margen externo del ala anterior es más ancha, su margen interno tiene una curva menos uniforme. También existe una mancha negra grande y conspicua en la mitad externa del espacio intercostal 1 cerca de la base del espacio intercostal 3. En el ala posterior, la mancha negra subcostal antes del ápice es mucho más grande y prominente. La parte inferior es similar a la del macho, pero el ápice del ala anterior y toda la superficie del ala posterior son de un amarillo ocre claro, no marrón ocre. Las manchas negras discales en el ala anterior son mucho más grandes. Las antenas, la cabeza, el tórax y el abdomen de las hembras son iguales a los del macho.

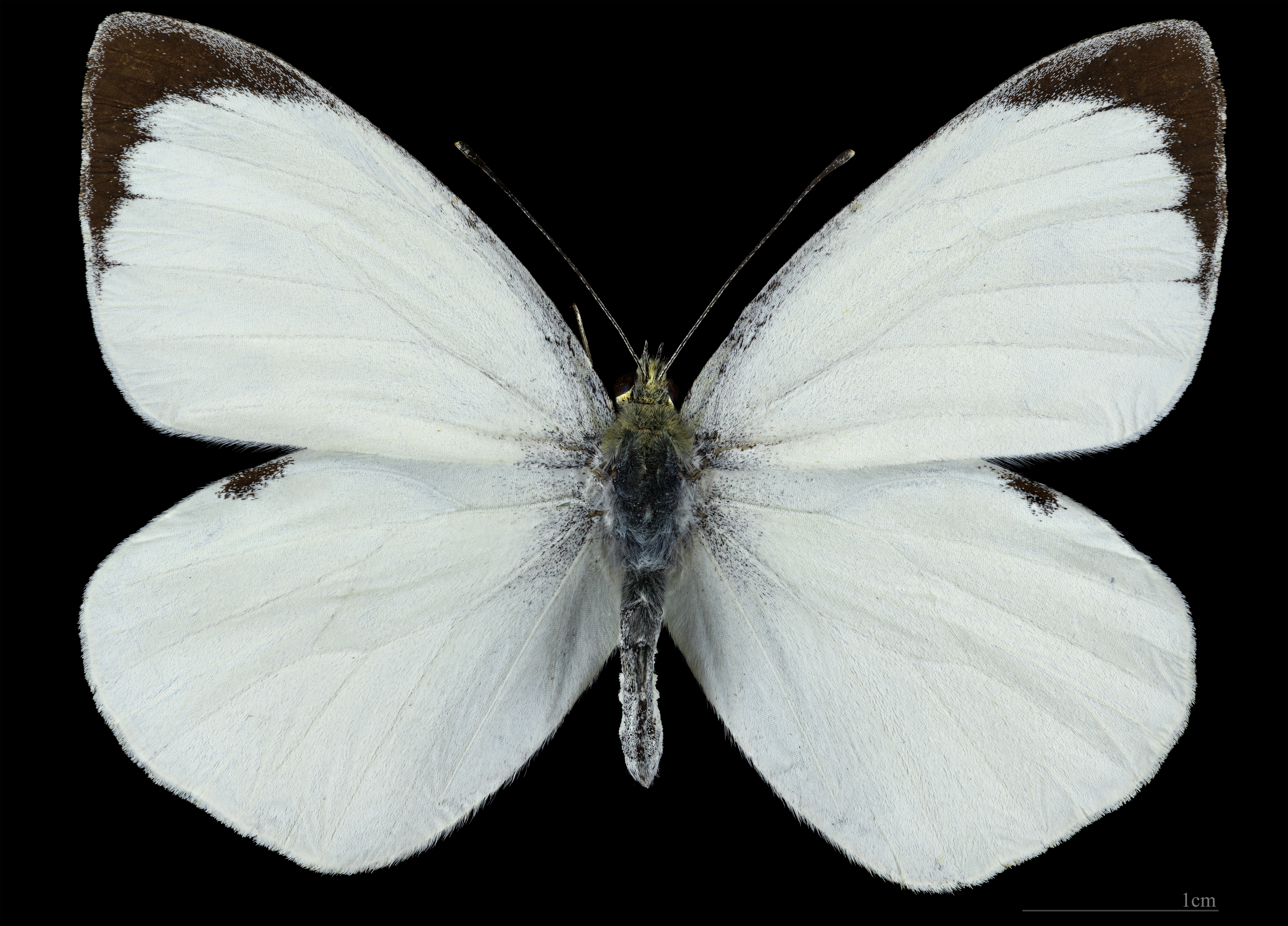
Pieris brassicae ♂
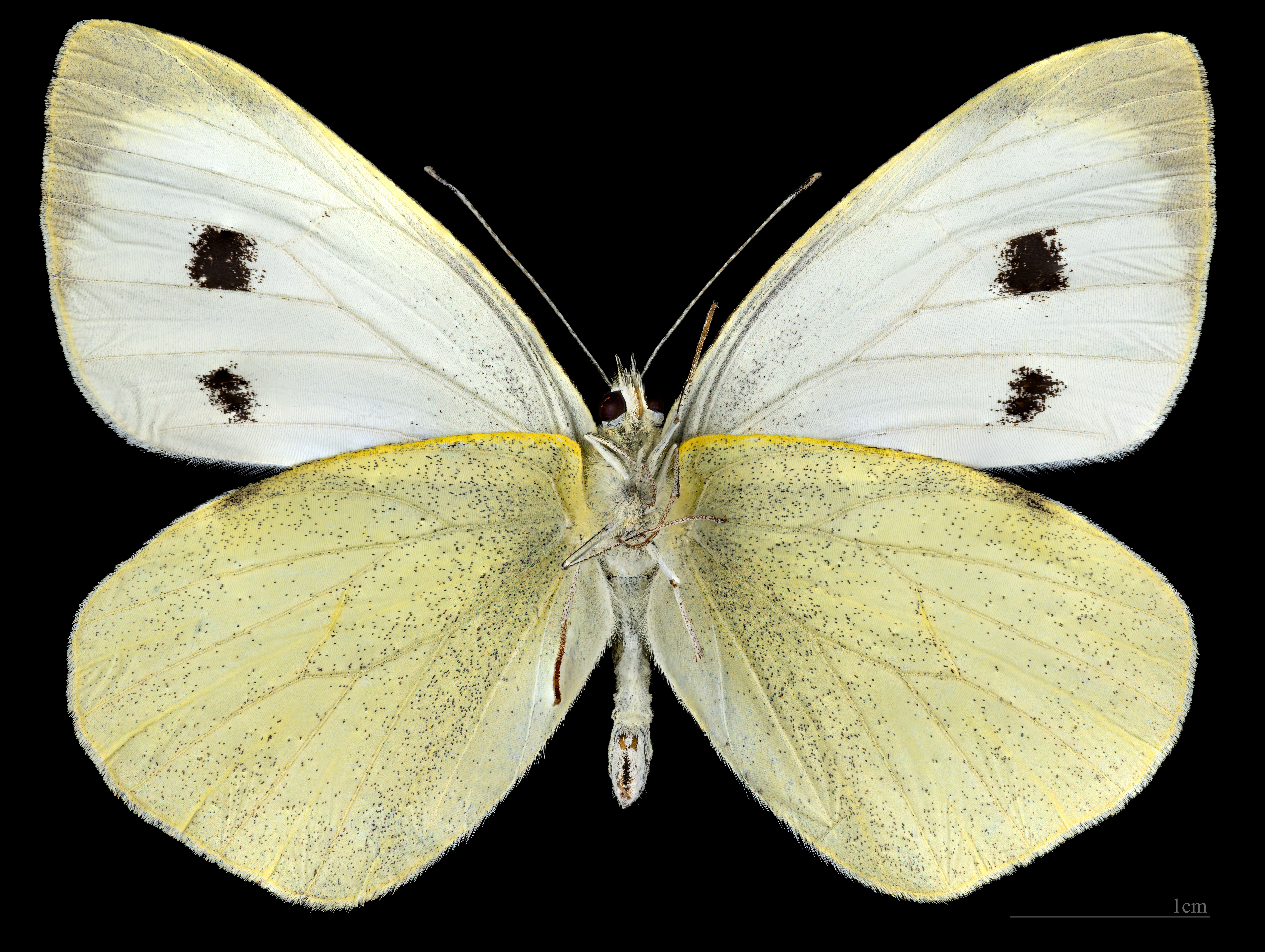
Pieris brassicae ♂  △

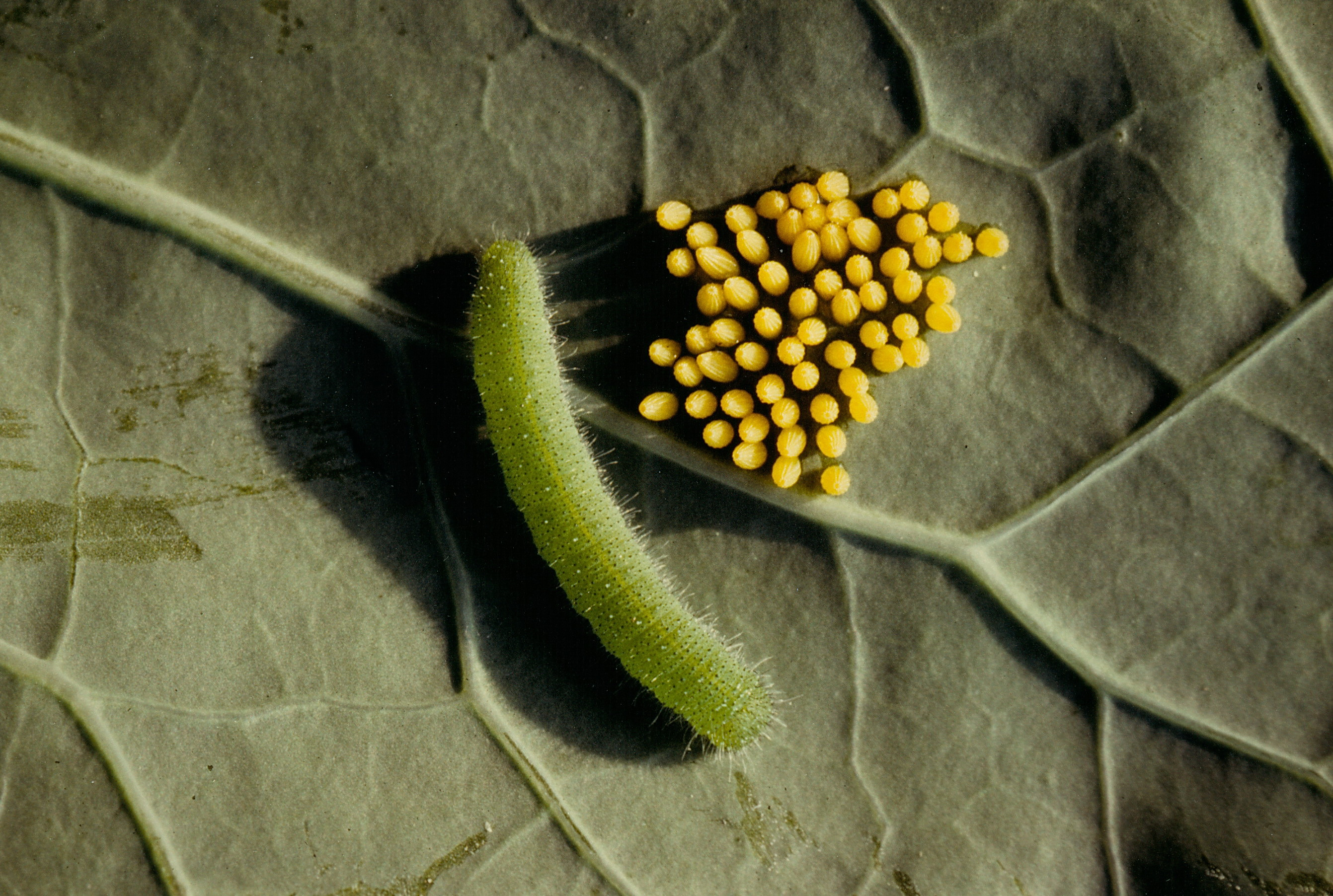
Oruga de Pieris rapae y huevos de Pieris brassicae
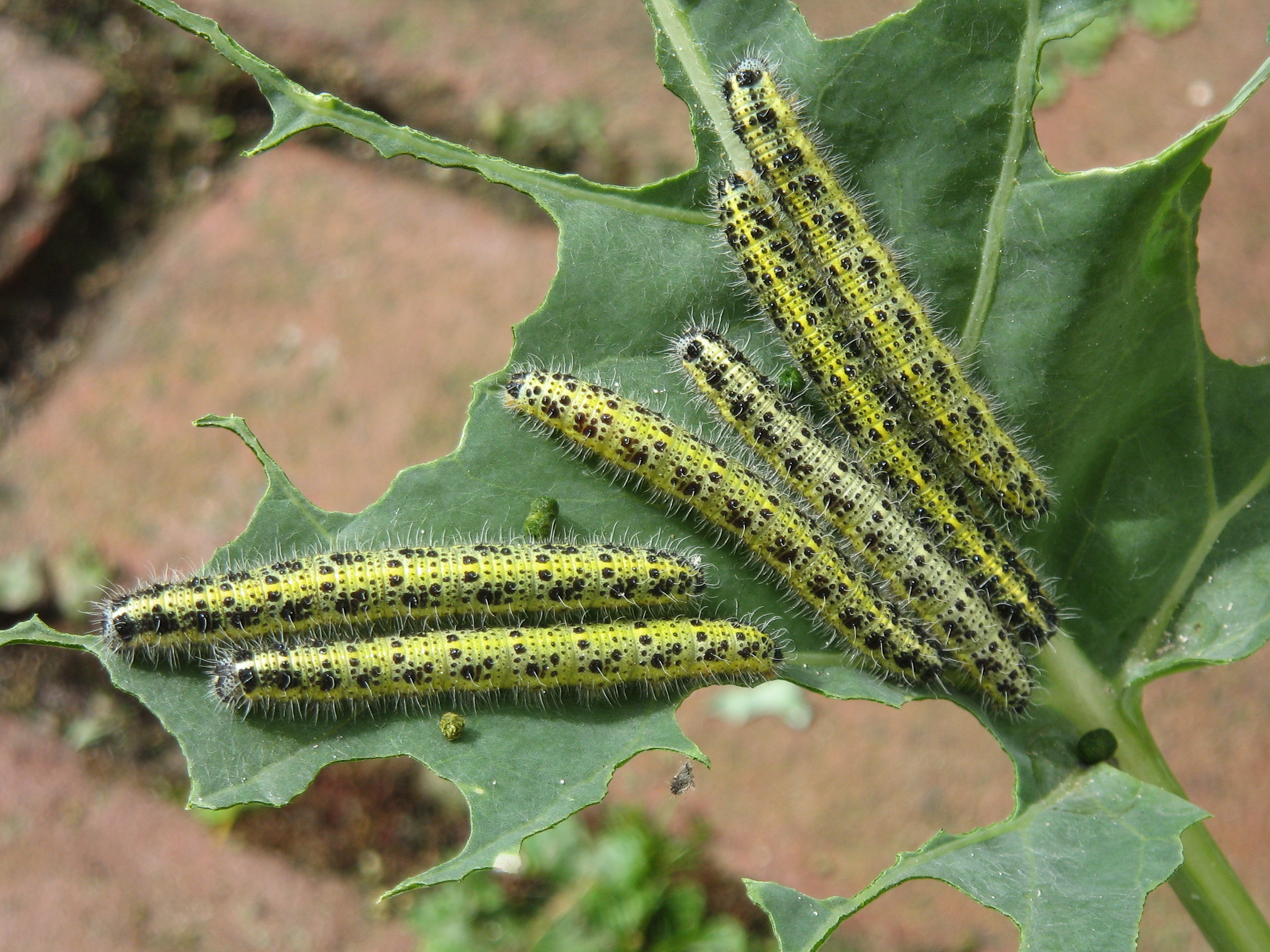
Orugas
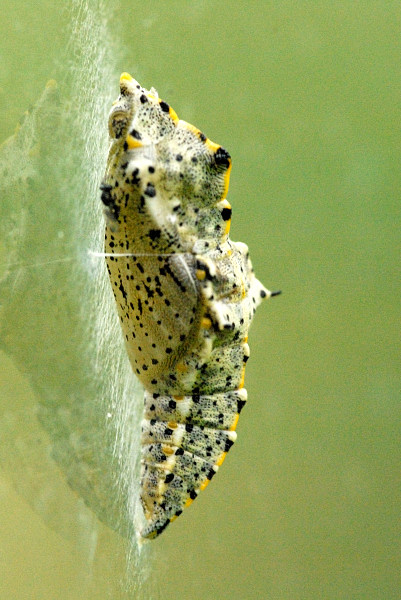
Crisálida

## Ciclo vital
Es una especie bivoltina (con dos generaciones por año). La época de reproducción empieza en primavera —primera generación— y abarca todo el verano —segunda generación—. La hembra deposita entre 20 y 100 huevos en el haz de las hojas de plantas de la familia Brassicaceae, donde se encuentran numerosos cultivos de agricultura y horticultura.
Antes de dos semanas los huevos eclosionan. Al contrario que otras mariposas de la familia, las larvas viven en grupo. A partir de la primera muda las larvas ya han ocupado toda la planta, habiéndose dividido en grupos más pequeños. Con cada muda las larvas aumentan de tamaño y requieren mayores cantidades de alimento, lo cual puede causar graves perjuicios económicos si se encuentran en terrenos cultivados.
Realizan su crisálida en las plantas nutricias y a principios del verano eclosionan y se aparean. Esta nueva generación de orugas se alimenta hasta los primeros días fríos de otoño, momento en que se trasforman en crisálida para pasar el invierno.

## Reproducción y desarrollo en detalle

### Sistema de apareamiento
Estas mariposas pueden ser poliandras, pero no es el sistema de apareamiento predominante. Esto significa que, aunque algunas mariposas hembras pueden tener más de una pareja, la mayoría de las hembras blancas grandes solo tienen una pareja macho a la vez, en un sistema de apareamiento monógamo.
Se producen dos generaciones de mariposas cada año. La primera generación está formada por adultos que emergen en primavera, alrededor de abril. La segunda generación está formada por adultos que emergen alrededor de julio. En ocasiones, se puede observar una tercera generación más adelante en el verano si el clima es lo suficientemente cálido.

### Ciclo de vida

#### Oviposición
Estas mariposas hembras depositan sus huevos en grupos en la parte inferior de las hojas porque las larvas prefieren la morfología de la parte inferior de las hojas a la superficie superior. Para la oviposición, las mariposas hembras utilizan la punta del abdomen y disponen los huevos en grupos específicos.
El período previo a la oviposición, que dura de tres a ocho días, proporciona tiempo suficiente para que estas mariposas se apareen. Las hembras tienden a usar sus patas delanteras para tamborilear en la superficie de las hojas que han elegido como prueba de la idoneidad de la planta para la cría. Si encuentran una superficie adecuada, las hembras blancas grandes ponen de dos a tres días después de la copulación. Ovipositan aproximadamente de seis a siete veces en ocho días. Las hembras pueden volver a aparearse aproximadamente cinco o más días después del apareamiento anterior.

##### Elección de los lugares de oviposición
Las hembras se basan en señales visuales, como los colores de las plantas, para decidir dónde poner sus huevos. Prefieren las superficies verdes en particular para mostrar el comportamiento de oviposición. Esta preferencia de color podría deberse al hecho de que la fuente de alimento de la blanca grande también actúa como planta huésped para la oviposición.
La mayoría de las hembras eligen plantas de néctar como la buddleia o los cardos, que son plantas verdes e ideales para las larvas. Estas plantas, utilizadas como sitios de oviposición, suelen contener glucosinolatos de aceite de mostaza, cuya función principal es ayudar a las larvas a sobrevivir como fuente de alimento esencial. Por ejemplo, estudios anteriores han demostrado que las larvas de la blanca grande no sobreviven si las mariposas adultas ponen sus huevos en una planta huésped diferente, como la haba (Vicia faba), porque esta haba no contiene los nutrientes adecuados para el desarrollo de las larvas.

#### Eclosión
Los huevos de la blanca grande eclosionan aproximadamente una semana después de ser puestos y viven como grupo durante algún tiempo. El período de eclosión dura alrededor de dos a siete horas. Al nacer, causan mucho daño a la planta huésped al comer y destruirla. Como es de esperar, durante los momentos más fríos del día pueden parecer inactivas o en estado de dormancia.

## Subespecies
- Pieris brassicae azorensis Rebel, 1917
- Pieris brassicae brassicae (Linnaeus, 1758)
- Pieris brassicae catoleuca Röber, 1896
- Pieris brassicae cyniphia (Turati, 1924)
- Pieris brassicae cypria Verity, 1908
- Pieris brassicae italorum Stauder, 1921
- Pieris brassicae nepalensis Gray, 1846
- Pieris brassicae ottonis Röber, 1907
- Pieris brassicae subtaeniata (Turati, 1929)
- Pieris brassicae vazquezi Oberthür, 1914
- Pieris brassicae verna Zeller, 1924
- † Pieris brassicae wollastoni (Butler, 1886)

## Relación con los seres humanos

### Papel como plaga de cultivos
Los cultivos más susceptibles de sufrir daños por P. brassicae en zonas de Europa son los del género Brassica (col, mostaza y plantas relacionadas), en particular las coles de Bruselas, el repollo, la coliflor, el colirrábano, la colza, el colinabo y el nabo. Los ataques a los cultivos son bastante localizados y pueden provocar la pérdida del 100% de la cosecha en una zona determinada. Además, debido a su gran inclinación a migrar, los adultos pueden infestar nuevas zonas que antes estaban libres de ataques. Dado que muchas de las plantas hospedadoras de P. brassicae se venden para el consumo, los daños causados por estas mariposas pueden provocar una gran reducción del valor de la cosecha. Las larvas también pueden perforar las cabezas de las coles y coliflores y causar daños. Las poblaciones elevadas de estas larvas también pueden esqueletizar sus plantas huésped. En zonas actuales como Gran Bretaña, P. brassicae es ahora menos amenazante como plaga por razones de control natural y químico. Sin embargo, todavía se considera una plaga en otros países europeos, en China, India, Nepal y Rusia. De hecho, se estima que causa más de un 40% de pérdida de rendimiento anual en diferentes cultivos de hortalizas en India y Turquía.